# Peña Amarilla
Peña Amarilla es una localidad boliviana perteneciente al municipio de Riberalta de la Provincia de Vaca Díez en el Departamento del Beni. En cuanto a distancia, Peña Amarilla se encuentra a 117 km de Riberalta, la capital provincial, y a 324 km de Cobija. La localidad forma parte de la Ruta Nacional 13. 
La localidad se encuentra fronteriza al Departamento de Pando y es el primer punto poblacional de ingreso al Departamento del Beni.
Según el último censo de 2012 realizado por el Instituto Nacional de Estadística de Bolivia (INE), la localidad cuenta con una población de 359 habitantes y está situada a 155 metros sobre el nivel del mar.

## Geografía
Peña Amarilla es un pequeño poblado ubicado en el excantón Concepción del municipio de Riberalta en la Provincia de Vaca Díez. El pueblo se encuentra a una altitud de 155 m s. n. m. y a la derecha del Río Beni, al suroeste de la ciudad de Riberalta. Peña Amarilla se encuentra en la parte boliviana de la Cuenca del Amazonas en la esquina noreste del país.

## Clima
La temperatura promedio en la región es de 26 °C y varía ligeramente entre 25 °C en mayo y de 27 a 28 °C de diciembre a febrero. La precipitación anual es de aproximadamente 1,300 mm, con una estación seca pronunciada de junio a agosto con una precipitación mensual inferior a 20 mm, y una estación húmeda de diciembre a enero con una precipitación mensual de más de 200 mm.

## Transporte
Peña Amarilla está ubicada a una distancia de 868 kilómetros de la carretera al norte de Trinidad, la capital del departamento, y a 324 kilómetros de las carreteras al sureste de Cobija, la capital del Departamento de Pando.
Desde Trinidad, la carretera Ruta 3 de 602 kilómetros de longitud se dirige hacia el oeste hasta Yucumo y luego hacia la metrópoli de La Paz, sede de gobierno de Bolivia. En Yucumo, la Ruta 3 se encuentra al final de la Ruta 8 de 696 kilómetros, que se dirige hacia el norte a través de Rurrenabaque y Reyes, llega a El Triángulo después de 541 kilómetros y luego continúa a Riberalta y Guayaramerín en la frontera con Brasil.
En El Triángulo, la Ruta 13 se ramifica hacia el oeste desde la Ruta 8 y cruza el Río Beni en Peña Amarilla. A medio plazo, está prevista la construcción del puente "Beni II" sobre el río. En el curso posterior, el camino cruza el Río Madre de Dios y el Río Manuripi y alcanza después de 370 kilómetros Cobija.

## Demografía
| Año  | Población | Fuente                  |
| ---- | --------- | ----------------------- |
| 1992 |           | Censo boliviano de 1992 |
| 2001 | 312       | Censo boliviano de 2001 |
| 2012 | 359       | Censo boliviano de 2012 |